# Memorial
Memorial je sdružení ruských nevládních neziskových organizací, které se věnují dokumentaci politických represí a vyrovnávání se se sovětskou totalitní minulostí. Jeho součástí je i centrum na ochranu lidských práv, které se od 90. let věnuje aktuálnímu dění a porušování lidských práv v Ruské federaci. Mezi členy lidskoprávního centra náleží Oleg Orlov, patřila k nim také zavražděná ruská novinářka Natalja Estěmirovová.
Organizace v minulosti opakovaně čelila snahám o omezení či zastavení její činnosti. V listopadu 2021 ruská generální prokuratura požádala Nejvyšší soud Ruské federace, aby nevládní organizaci uzavřel, přičemž jako důvod podle Memorialu uvedla, že organizace soustavně porušuje zákon o takzvaných „zahraničních agentech“. V prosinci 2021 ruské soudy během dvou dní rozhodly o zrušení organizace Mezinárodní Memorial i sesterského Lidskoprávního centra Memorial. 
V říjnu 2022 se organizace stala jedním ze tří oceněných Nobelovou cenou za mír.

## Historie
Memorial vznikl jako občanská iniciativa v roce 1987 v době Gorbačovovy perestrojky. Tehdy jeho členové studovali represe v Sovětském svazu, později se začali zabývat ochranou lidských práv. Mezi zakladateli organizace byl fyzik a nositel Nobelovy ceny míru Andrej Sacharov, historik Arsenij Roginskij, který byl v roce 1981 uvězněn za vydávání samizdatového sborníku "Pamjať", nebo germanistka Irina Ščerbakova. V druhé polovině 80. let si však jméno "pamjať" ("paměť") v Rusku přisvojilo nacionální antisemitské hnutí, proto se Roginského skupina rozhodla zvolit pro svou organizaci název "Memorial". Za svou činnost získal Memorial řadu ocenění, např. Nansenovu cenu za rok 2004, Sacharovova cena za svobodu myšlení za rok 2009 či Cenu ÚSTR za svobodu, demokracii a lidská práva za rok 2016. Memorial v roce 2019 získal cenu Gratias Agit českého ministerstva zahraničí.
Již od roku 2005 pořádají členové Memorialu každý rok na podzim celodenní akce "Navrácení jmen" - shromáždění u Solověckého kamene, pomníku obětí stalinského teroru nedaleko Lubjanky, sídla bývalé KGB (nyní FSB), v Moskvě. Toto shromáždění je spojeno s veřejným čtením jmen těch, kteří byli během stalinských represí popraveni nebo zahynuli v koncentračních táborech – gulazích. (Podle údajů Memorialu bylo jen v letech 1937–1938 popraveno v Moskvě na 30 000 lidí a dalších 700 000 na jiných místech Sovětského svazu.) Podobná akce se koná i v Česku od roku 2017.
Ruské ministerstvo spravedlnosti chtělo organizaci zakázat pro porušování ústavy a dalších zákonů, ale v lednu 2015 Nejvyšší soud žádost zamítl. V listopadu 2015 ministerstvo organizaci obvinilo z údajného rozvracení ústavního zřízení. V roce 2016 byly některé pobočky Memorialu úřady zařazena na seznam zahraničních agentů, který na základě nového zákona povinně zahrnuje organizace, které přijímají finanční dary ze zahraničí a zároveň se věnují blíže nespecifikované politické činnosti. Mezinárodní Memorial získává prostředky kromě domácích zdrojů například také ze Švédska, Norska, Nizozemska a od Evropské komise. Ačkoliv se organizace proti postupu ministerstva odvolala, v prosinci 2016 moskevský soud potrestal Mezinárodní Memorial v Moskvě pokutou ve výši 300 000 rublů za to, že v rozporu ze zákonem jasně neoznačuje své publikace, internetovou stránku či tiskové zprávy za dílo "zahraničního agenta". Na přelomu let 2019/2020 dostal Mezinárodní Memorial v sérii 20 soudních nařízení pokuty v rozsahu téměř pěti milionů rublů za neuvedení informace o zahraničním agentovi na sociálních sítích. Na zaplacení pokut proběhla úspěšná crowdfundingová kampaň, na kterou přispělo 4,5 tisíce lidí.

### Soudní rozhodnutí o zrušení
V listopadu 2021 ruská generální prokuratura požádala Nejvyšší soud Ruské federace, aby nevládní organizaci uzavřel. V prosinci 2021 ruské soudy rozhodly o zrušení dvou hlavních organizací Memorialu – nejprve 28. prosince Ruský nejvyšší soud nařídil zrušit Mezinárodní Memorial, o den později moskevský Městský soud nařídil rozpuštění Lidskoprávního centra Memorial. V obou případech soudy argumentovaly porušením ruského zákona o „zahraničních agentech“. Rozsudky kritizovala řada států i lidskoprávních organizací. Velvyslanec Spojených států v Moskvě John J. Sullivan označil rozhodnutí soudu za „do očí bijící a tragický pokus o potlačení svobody projevu a vymazání historie“. Za špatnou zprávu, která jasně vypovídá o směřování současného Ruska, považuje soudní verdikt náměstek ředitele Ústavu pro studium totalitních režimů Ondřej Matějka. „Je smutně symbolické, že Memorial vznikl ještě v Sovětském svazu v době uvolňování poměrů za Gorbačova, ale za Putina musí skončit,“ komentoval rozhodnutí soudu.

## Pobočky
Největší pobočkou Memorialu je Mezinárodní Memorial se sídlem v Moskvě, menší organizace jsou v Petrohradě, Permu, Rjazani a v desítkách dalších měst po celém území Ruska. Působí kromě Ruska také v Itálii, Německu, Francii, na Ukrajině a v dalších zemích. V roce 2016 otevřela pobočku v Praze. V souvislosti s otevřením této pobočky se objevily spekulace, že Memorial si takto buduje záložní působiště pro případ, že by mu prostřednictvím obstrukcí a soudních zákazů bylo v budoucnosti znemožněno nadále působit na území Ruska. Ačkoli člen vedení Memorialu Jan Račinskij (Ян Рачинский) takové záměry v rozhovoru pro Nezavisimuju gazetu v říjnu 2016 popřel, vedoucí představitel ruského Centra pro ekonomické a politické reformy (Центр экономических и политических реформ) Nikolaj Mironov (Николай Миронов) tuto možnost připustil jako reálnou variantu v případě dalšího vývoje situace, kdy jsou opozičně laděné neziskové organizace na území Ruska vládou vnímány jako "pátá kolona" Západu. Podle vyjádření členů české pobočky se jedná o spekulace. Memorial Česká republika vznikl jako nezávislá platforma osob a aktivit, které v rámci své dosavadní dlouhodobé činnosti v České republice s Mezinárodním Memorialem spolupracují. Sdílí poznatky a zkušenosti jednotlivých členů a organizací, propojuje je a snaží se tak zvyšovat povědomí o Mezinárodním Memorialu a jeho činnosti. Hlavním cílem je v první řadě být nápomocen mateřské organizaci ve vztahu k české veřejnosti i v mezinárodním kontextu. Od 1. října 2022 se novým sídlem Memorialu v České republice stala rezidence předsedkyně Poslanecké sněmovny Parlamentu ČR.